# Edward Leo Delaney
Edward Leo Delaney (Olney, Illinois, Estados Unidos em 12 de dezembro em 1885 - Califórnia (Sul da Califórnia), Estados Unidos em 01 de julho em 1972) era uma radiodifusor americano de propaganda nazista durante a Segunda Guerra Mundial. Ele foi indiciado sob a acusação de traição, em 1943, mas depois da guerra as acusações foram retiradas por falta de provas.

## Detenção
Após sua demissão da RRG, Delaney parece ter evitado internação e ter desviado em toda a Europa ocupada por dois anos. Ele foi preso em Praga em Junho de 1945 e à guarda do en:Counterintelligence Corps (United States Army) em Frisinga, na Baviera. 

## Morte
Delaney passou vários anos excursionando os EUA como conferencista ultra-conservador e finalmente se estabeleceram no Sul da Califórnia, onde passou o resto de sua vida como um autor político e de cidade pequena colunista de jornal. Suas publicações incluem False Freedom (Falsa liberdade) 1950, Freedom's Frontier (Fronteira da Liberdade) 1964, e Harvest of Deceit (Colheita do Engano) 1971. Ele publicou sua Autobiografia, cinco décadas antes do amanhecer em 1969.
Ele morreu em um acidente de automóvel em 1972.